# Lijst van rivieren in België
Dit is een lijst van de voornaamste rivieren in België.

Rivieren van België

Heel België hoort tot het stroomgebied van de Noordzee, behalve de gemeente Macquenoise (deelgemeente van  Momignies), waarvan het water via de Oise naar het Kanaal afgevoerd wordt. Hierna zijn de hoofdrivieren alfabetisch gerangschikt en de zijrivieren volgens hun nabijheid bij de monding. Sommige rivieren, zoals de Moezel, de Rijn en de Seine, stromen niet door België, maar worden vermeld omdat ze Belgische bijrivieren hebben; zij zijn cursief weergegeven. Voor iedere rivier wordt tussen haakjes de plaats van de monding vermeld.
Voor de overzichtelijkheid kunnen kleinere zijviertjes, meestal aangeduid met -beek, -bach of ruisseau, beter in het artikel over de rivier vermeld worden.

## Maas

Stroomgebied van de Maas

zie ook het volledige stroomgebied van de Maas
- Grevelingenmeer , Krammer, Volkerak (delta)
  - Steenbergse Vliet (Steenbergen)
    - Aa (Roosendaal)

  - Dintel (Dinteloord)
    - Mark (Zevenbergen)
      - Aa of Weerijs (Breda)
- Maas (hoofdstroom bij Stellendam)
  - Dieze ('s-Hertogenbosch)
    - Dommel ('s-Hertogenbosch)
    - Aa
    - Binnendieze

  - Roer (Roermond)
  - Oeter (Opoeteren en Neeroeteren bij Maaseik)
  - Geul (Meerssen)
  - Jeker (Maastricht)
    - Yerne (Oerle)

  - Voer (Eijsden)
  - Berwijn (Voeren)
    - Bel (Aubel)

  - Ourthe (Luik)
    - Vesder (Luik)
      - Hogne of Hoëgne (Pepinster)
      - Gileppe (Limburg)
      - Helle (Eupen)
        - Soor (Baelen)

    - Amel of Amblève (Comblain-au-Pont)
      - Rubicon (ondergrondse rivier)
      - Ninglinspo (Aywaille)
      - Lienne (Stoumont)
      - Salm (Trois-Ponts)
      - Eau Rouge (Stavelot)
      - Warche (Malmedy-Warche)
        - Warchenne (Malmedy)

      - Emmels (Amel)

    - Néblon (Hamoir)
    - Lembrée (Vieuxville)
    - Aisne (Durbuy)
    - Marchette (Fronville)
      - Eau d'Heure (Fronville)

    - Oostelijke Ourthe (Houffalize)
    - Westelijke Ourthe (Houffalize)

  - Hoyoux (Hoei)
  - Mehaigne (Hoei)
    - Nachaux (Éghezée-Mehaigne)

  - Samber (Namen)
    - Orneau (Jemeppe-sur-Sambre)
    - Eau d'Heure (Charleroi)
    - Piéton (Charleroi)
    - Biesmelle (Thuin)
    - Hantes of Hante (Erquelinnes-Hantes)
    - Grote Helpe (bron in België, monding in Frankrijk)
    - Kleine Helpe (bron in België, monding in Frankrijk)

  - Bocq (Yvoir)
  - Molignée (Anhée)
  - Lesse (Dinant-Anseremme)
    - Wimbe (Rochefort, Villers-sur-Lesse)
    - Lhomme, l'Homme of Lomme (Rochefort, Eprave)
      - Wamme (Rochefort, Jemelle)
      - Almache (Daverdisse)
      - Our (Paliseul, Oûr, Redu)

  - Hermeton (Hastière)
  - Houille (bron in België, monding in Frankrijk)
  - Viroin (Vireux-Molhain)
    - Eau Blanche (Viroinval)
    - Eau Noire (Viroinval)

  - Semois (geschreven als Semoy in Frankrijk) (bron in België, monding in Frankrijk)
    - Vierre (Jamoigne)
    - Rulles, Rulle of Rule (Tintigny)
      - Mellier of Melliers ((Habay-Rulles)

  - Chiers (bron in Luxemburg, monding in Frankrijk)
    - Ton (Virton)
      - Vire (Virton)

## Rijn
- Rijn (hoofdstroom bij Hoek van Holland)
  - Moezel (Koblenz)
    - Sûre (Wasserbillig)
      - Our (Wallendorf)
        - Braunlauf (Sankt Vith)

      - Alzette (Ettelbruck)
        - Attert (Colmar-Berg)

      - Wiltz (Wiltz)
        - Woltz (Wiltz)

      - Irmisch (Burg-Reuland)
      - Syrbach
        - Surbach

## Schelde
zie ook het volledige stroomgebied van de Schelde
- Schelde (Westerschelde of Honte) (Vlissingen)
  - Schijn (Antwerpen)
    - Koude Beek (Wommelgem)
      - Fortloop

  - Rupel (Rupelmonde)
    - Nete (Rumst)
      - Kleine Nete (Lier)
        - Aa (Grobbendonk)
        - Wamp (Kasterlee)

      - Grote Nete (Lier)
        - Wimp (Herenthout)
        - Molse Nete (Geel)
        - Laak (Westerlo)

    - Dijle (Rumst)
      - Zenne (Mechelen)
        - Maalbeek (Grimbergen)
        - Woluwe (Vilvoorde)
        - Maalbeek (Schaarbeek)
        - Molenbeek-Pontbeek (Brussel-Laken)
        - Neerpedebeek (Anderlecht-Neerpede)
        - Zuunbeek (Sint-Pieters-Leeuw-Zuun)
        - Geleytsbeek (Drogenbos)
        - Linkebeek (Drogenbos)
        - Molenbeek (Lot)
        - Senette (Tubeke)
          - Hain (Tubeke)
          - Samme ('s-Gravenbrakel-Ronquières)
            - Thines (Nijvel)

      - Demer (Rotselaar-Werchter)
        - Velp (Halen)
        - Gete (Halen)
          - Grote Gete (Zoutleeuw)
          - Kleine Gete (Zoutleeuw)

        - Herk (Herk-de-Stad)

      - Voer (Leuven)
      - IJse (Huldenberg-Neerijse)
      - Nethen (Nethen bij Graven)
      - Train (Eerken bij Graven)
      - Laan (Huldenberg-Terlanen-Sint-Agatha-Rode)
        - Zilverbeek (Rixensart-Genval)

      - Thyle (Court-Saint-Étienne)
      - Orne (Court-Saint-Étienne)

  - Durme (Hamme)
    - Ledebeek (Lokeren)

  - Dender (Dendermonde)
    - Vondelbeek (Brabantse beek) (Dendermonde)
    - Steenbeek (Denderbelle)
    - Mark (Lessen-Twee-Akren)
    - Ruisseau d'Ancre (Lessen)
    - Zulle (Aat)
    - Oostelijke Dender (Aat)
    - Westelijke Dender (Aat)

  - Leie (Gent)
    - Mandel (Wielsbeke)
    - Gaverbeek (Kortrijk)
    - Douvebeek (Komen-Waasten)

  - Zwalm (Zwalm)
  - Ronne (Ronse)
  - Hene (Condé-sur-l'Escaut)
    - Obrecheuil (Obourg) gemeente (Bergen)
    - Trouille (Jemappes) gemeente (Bergen)
    - Hogneau (Condé-sur-l'Escaut)
      - Honelle (Quiévrain)

## Seine
- Seine (het Kanaal tussen Le Havre en Honfleur)
  - Oise (Parijs)
    - Wartoise (Frankrijk)

## IJzer
zie ook het volledige stroomgebied van de IJzer
- IJzer (Nieuwpoort)
  - Kemmelbeek (Lo-Reninge)
  - Ieperlee (Houthulst)

## Alfabetische lijst
zie ook lijst van rivieren
- Aa of Weerijs, Almache, Amblève, Aisne, Attert
- Benedenvliet (Grote Struisbeek), Bel, Berwijn, Biesmelle, Bocq, Brainette, Braunlauf
- Chiers
- Demer, Dender (Oostelijke Dender en Westelijke Dender), Dijle, Dommel, Durme
- Eau Blanche, Eau d'Heure, Eau Noire, Eau Rouge, Emmels
- Geleytsbeek, Gete (Grote Gete en Kleine Gete), Geul, Gileppe
- Hain, Hene, Hantes, Helle, Grote Helpe, Herk, Hermeton, Hoëgne of Hogne, Honelle, Houille, Hoyoux
- Ieperlee, IJse, IJzer, Irmisch
- Jeker
- Kemmelbeek
- Laak, Laan, Leie, Lembrée, Lesse, Lienne, Lomme of Lhomme
- Maalbeek: Maalbeek (Vlaams-Brabant) en Maalbeek (Brussel), Maas, Mandel, Marchette, Mark (Dender), Mark (Dintel), Martin Moulin, Mehaigne, Mellier(s), Moervaart, tientallen rivieren met de naam "Molenbeek", Molignée
- Nachaux, Néblon, Nete (Grote Nete, Molse Nete en Kleine Nete), Nethen, Ninglinspo
- Obrecheuil, Oeter, Oise, Orneau, Our (Lesse), Our (Sauer), Ourthe (Oostelijke Ourthe en Westelijke Ourthe)
- Piéton, Poekebeek
- Ronne, Roer, Rone, Rubicon, Rulles, Rupel,
- Salm, Samber, Samme, Sûre, Schelde, Schijn, Schipdonkkanaal, Semois, Senette, Soor, Surbach
- Thonne, Thyle, Ton, Trouille
- Velp, Vesder, Vire, Viroin, Voer (Dijle), Voer (Maas)
- Wamme, Wamp, Warche, Warchenne, Wartoise, Weerijs, Wiltz, Wimbe, Wimp, Woltz, Woluwe
- Yerne
- Zenne, Zulle, Zuun, Zwalm